# Oxana Kostenko
Oxana Kostenko (en russe : Оксана Костенко), née le 9 juillet 1982, est une coureuse cycliste russe. Spécialiste de la poursuite sur piste, elle est notamment championne d'Europe de poursuite espoirs en 2004. La même année, elle a également remporté une manche de Coupe du monde dans la discipline. Elle court également sur route entre 2005 et 2008.

## Palmarès sur piste

### Coupe du monde
- 2004-2005
  - 1re de la poursuite à Moscou
  - 2e du scratch à Moscou

### Championnats d'Europe
- Moscou 2003 (espoirs)
  -  Médaillée de bronze de la poursuite espoirs
  -  Médaillée de bronze de la course aux points espoirs
- Valence 2004 (espoirs)
  -  Championne d'Europe de poursuite espoirs